# Chicago Fire (seizoen 10)
Dit artikel vat het tiende seizoen van Chicago Fire samen. Dit seizoen liep van 22 september 2021 tot en met 25 mei 2022. 

## Rolverdeling

### Hoofdrollen
- Taylor Kinney - luitenant Kelly Severide
- David Eigenberg - luitenant Christopher Hermann
- Eamonn Walker - commandant Wallace Boden
- Joe Minoso - reddingswerker Joe Cruz
- Christian Stolte - brandweerman Randy "Mouch" McHolland
- Alberto Rosende - brandweerman Blake Gallo
- Daniel Kyri - brandweerman Darren Ritter
- Kara Killmer - paramedicus Sylvie Brett
- Hanako Greensmith - Paramedicus Violet Mikami

### Terugkerende rollen
- Jesse Spencer - kapitein Matthew Casey
- Randy Flagler - reddingswerker Harold Capp
- Anthony Ferraris - reddingswerker Tony Ferraris
- Miranda Rae Mayo - brandweervrouw Stella Kidd
- Cameron Scott Roberts - Griffin Darden
- Jimmy Nicholas - chief Evan Hawkins
- J. Nicole Brooks - plaatsvervangend commandant Gloria Hill
- Brett Dalton - luitenant Jason Pelham
- Andy Allo - luitenant Wendy Seager
- Tim Hopper - kapitein Tom Van Meter
- Caitlin Carver - paramedicus Emma Jacobs
- Chris Mansa - brandweerman Mason Locke
- Kristen Gutoskie - Chloe Cruz
- Katelynn Shennett - Kylie Estevez
- Chris Mansa - Mason

## Afleveringen
| Nr. | Aflevering | Titel                           | Regisseur         | Schrijver(s)                  | Selectie gastrollen | Uitzenddatum      |  |
| --- | ---------- | ------------------------------- | ----------------- | ----------------------------- | --- | ----------------- |  |
| 196 | 1          | Mayday                          | Reza Tabrizi      | Andrea Newman Michael Gilvary | Dominic Rains - dr. Crockett Marcel Ilyssa Fradin - moeder van Chloe Melody Betts - The Queen                           | 22 september 2021 |  |
| De reddingswerkers zijn op het nippertjes ontsnapt aan de dood tijdens hun reddingswerk in een gekapseisde boot bij het redden van een slachtoffer. Cruz wordt met spoed naar het ziekenhuis gebracht met verdrinkingsverschijnselen, en begint symptomen te krijgen van PTSD. Boden overweegt een promotieaanbod. De romance tussen Casey en Brett nadert zijn hoogtepunt. Mikami, Gallo en Ritter gaan samen een zakelijke onderneming aan.                                                                                                   |            |                                 |                   |                               | |                   |  |
| 197 | 2          | Head Count                      | Matt Earl Beesley | Matt Whitney                  | Mason Barajas - Teddy Caitlin Cavannaugh - Alison Elizabeth Dowling - Kathy                                             | 29 september 2021 |  |
| Wanneer een video met een reddingsoperatie van Casey viraal gaat krijgt hij al snel ongewenste aandacht. Boden neemt het besluit om de promotie tot plaatsvervangend districtschef aan te nemen. Hermann breekt het protocol bij het redden van een kind, en is dan bang dat dit gevolgen gaat hebben voor zijn carrière. Uiteindelijk blijkt dat Brett de schuld hiervan krijgt. Mouch besluit om in de kazerne een gemeenschapsbibliotheek op te zetten. Darden komt onverwachts op de kazerne, en Casey ziet dan al snel dat er iets mis is. |            |                                 |                   |                               | |                   |  |
| 198 | 3          | Counting Your Breaths           | Heather Cappiello | Elizabeth Sherman             | Benny Elledge - Charles DeWitt Halie Robinson - assistente van DeWitt Lynne Baker - Charlotte                           | 6 oktober 2021    |  |
| Severide wordt gedwongen om Cruz tijdelijk opzij te zetten, wanneer zijn trauma weer de overhand krijgt. Nadat Darden weer is komen opdagen probeert Casey te achterhalen waarom hij teruggekeerd is in Chicago. Nadat Brett een patiënt is verloren wil zij een geneeskundeprogramma opzetten, en zij krijgt hierbij hulp van Mouch. Gallo, Mikami en Ritter hebben moeite om hun zelf gebrouwen bier aan de man te brengen. |            |                                 |                   |                               | |                   |  |
| 199 | 4          | The Right Thing                 | Stephen Cragg     | Andrea Newman Michael Gilvary | Brian Kimmet - Danny Walback Bamidele Ali - Mitchell Leo A. Allen II - dakloze man                                      | 13 oktober 2021   |  |
| Casey reist af naar Oregon om Darden op te zoeken, en ontdekt dan dat Darden en zijn broer op hun eigen wonen. Casey wil hen helpen, en denkt erover om hiervoor naar Oregon te verhuizen. Chief Hawkins rijdt voor een dag mee met Brett en Mikami na haar overweging op het verzoek voor een paramedicus. Ritter en zijn vriend krijgen een woordenwisseling met cafébezoekers, en dit leidt tot een auto-ongeluk. |            |                                 |                   |                               | |                   |  |
| 200 | 5          | Two Hundred                     | Reza Tabrizi      | Derek Haas                    | Amy Morton - brigadier Trudy Platt James MacDonald - assistent-plaatsvervangend commandant Adam Perry                   | 20 oktober 2021   |  |
| Casey maakt een ingrijpend besluit en verhuist naar Oregon om daar op de Darden jongens te passen. Brett en Mouch lanceren hun nieuw medicijnenprogramma. Hermann wordt voor het blok gezet, wanneer een brandweercommandant een incident uit het verleden gebruikt om zo een feest voor zijn verwende zoon te kunnen geven. De baby van Cruz is geboren en krijgt de naam Brian, en probeert een manier te verzinnen om Boden terug op de kazerne te krijgen.                                                                                  |            |                                 |                   |                               | |                   |  |
| 201 | 6          | Dead Zone                       | Matt Earl Beesley | Ashley Cooper                 | Dominic Rains - dr. Crockett Marcel Ahmad Nicholas Ferguson - Mosiah Adler Marceline Hugot - zuster Montclair           | 27 oktober 2021   |  |
| Het personeel van de Kazerne wordt op scherp gezet wanneer een beveiligingslek de 911 centrale bedreigt en zij gedwongen worden om het callcenter op te vangen. Brett moet de gevolgen van het plotselinge vertrek van Casey onder ogen zien. Severide begint een nieuw onderzoek naar een mogelijke brandstichting. |            |                                 |                   |                               | |                   |  |
| 202 | 7          | Whom Shall I Fear?              | Reza Tabrizi      | Victor Teran                  | LaRoyce Hawkins - agent Kevin Atwater Marceline Hugot - zuster Montclair Halie Robinson - assistente DeWitt             | 3 november 2021   |  |
| Het personeel van de kazerne maakt kennis met de nieuwe luitenant, Jason Pelham, maar die krijgt al snel problemen met het team, en met name met Gallo. Mouch en Hermann gaan op onderzoek uit om er achter zien te komen waarom Pelham in de laatste zes jaar nog geen vast werkadres heeft gevonden. Severide vervolgt zijn onderzoek in de brandstichtingszaak. |            |                                 |                   |                               | |                   |  |
| 203 | 8          | What Happened at Whiskey Point? | Stephen Cragg     | Andrea Newman Michael Gilvary | Heather Gibson - Stacy Jimmy Nicholas - kapitein Will Stafford Phia Grace A. - 10-jarig meisje                          | 10 november 2021  |  |
| Boden onderzoekt het verleden van Pelham, en doet dit omdat hij overweegt hem een vaste aanstelling te geven. Brett en Ritter moedigen Mikami aan om haar ware gevoelens te tonen aan Gallo, en dit leidt ertoe dat Mikami blindedarmontsteking krijgt. De vete tussen Gallo en Pelham wordt steeds meer duidelijk voor de anderen. Severide en Hermann botsen over het feit dat Hermann het oude kantoor van Casey wil overnemen. |            |                                 |                   |                               | |                   |  |
| 204 | 9          | Winterfest                      | Reza Tabrizi      | Derek Haas                    | Benny Elledge - Charles DeWitt Halie Robinson - assistente DeWitt Mark W. Gray - Hugh Darcy Shean - Sandra              | 8 december 2021   |  |
| Boden wordt gedwongen Severide een ultimatum te stellen om het invullen van de vacature luitenant, wanneer Kidd haar absentie voort blijft zetten. Brett bereidt haar presentatie voor haar medicijnenprogramma voor. Mikami, Gallo en Ritter introduceren hun nieuw gebrouwen bier op het winterfeest. Mouch helpt een vrouw van een slachtoffer een handje nadat haar man is gespiesd door een kerstboom. |            |                                 |                   |                               | |                   |  |
| 205 | 10         | Back with a Bang                | Matt Earl Beesley | Andrea Newman Michael Gilvary | Daniel Nelson - agent Tyler Dillon Amy Morton - brigadier Trudy Platt Steve Chikerotis - chief Walker                   | 5 januari 2022    |  |
| Kidd is weer terug, en moet de gevolgen van haar lange afwezigheid op de relatie tussen haar en Severide onder ogen zien. Het personeel van de kazerne worstelt met een kaliumbrand in een tunnel. Pelham begint zich zorgen te maken over zijn rol op de kazerne. Ritter helpt een jonge politieagent die getuige was van de dood van een vrachtwagenchauffeur na een vurig ongeluk. |            |                                 |                   |                               | |                   |  |
| 206 | 11         | Fog of War                      | Lisa Robinson     | Matt Whitney                  | Jack Conley - Don Kilbourne Molly Kunz - Sara McBride Tim Decker - chief Tim Decker Jeff Diebold - Scott                | 12 januari 2022   |  |
| De carrière van Pelham komt in gevaar wanneer een collega brandweerman in aanraking komt met een stroomdraad, en hij hieraan waarschijnlijk schuldig is. Boden begint dieper in het verleden van de brandweercommissarissen te graven. Mikami krijgt van Hawkins een onderscheiding voor heldenmoed, en nu begint zij te vermoeden dat hij gevoelens voor haar heeft. Brett krijgt een verrassingsbezoek van Scott en haar zus Amelia. |            |                                 |                   |                               | |                   |  |
| 207 | 12         | Show of Force                   | Lisa Demaine      | Elizabeth Sherman             | Jack Conley - Don Kilbourne Molly Kunz - Sara McBride Robyn Coffin - Cindy Herrmann Brandon Prado - Todd Graham         | 19 januari 2022   |  |
| Severide, Kidd en Boden werken samen om de carrière van Pelham op kazerne 51 te redden. Ondertussen treedt Kidd op als vervanger van Pelham, met Boden als observant vanaf de zijlijn. Hermann ontmoet een jongeman uit zijn verleden tijdens zijn bezoek aan de brandweeracademie. Een aantal leden van de kazerne maken zich klaar voor het brandweergala. |            |                                 |                   |                               | |                   |  |
| 208 | 13         | Fire Cop                        | Kantú Lentz       | Andrea Newman Michael Gilvary | Symera Jackson - Julia Davis Chelsea M. Davis - Courtney Davis Debbie Baños - Marquez                                   | 23 februari 2022  |  |
| Severide en Seager bundelen hun krachten tijdens hun onderzoek naar brand, en Kidd vraagt zich ondertussen af of er iets opbloeit tussen hen. Mikami en Gallo worden geconfronteerd met de gevolgen als Mikami meer met Hawkins begint op te trekken. |            |                                 |                   |                               | |                   |  |
| 209 | 14         | An Officer with Grit            | Stephen Cragg     | Matt Demblowski               | Paul Dillon - Spiro Stephanides Michelle Bester - Brady Dennis Bielat - Dutton                                          | 2 maart 2022      |  |
| Chief Hawkins zet alles op alles om Brett en Mikami te helpen met een probleem. Kidd doet een open sollicitatie op een functie van luitenant. Iemand uit het verleden vraagt Mouch en Hermann om een gunst. |            |                                 |                   |                               | |                   |  |
| 210 | 15         | The Missing Piece               | Daniel Willis     | Andrea Newman Michael Gilvary | Steven Allerick - P.J. Sykes Tamsen Glaser - Kim Rossi Paul Schackman - Vince Murphy                                    | 9 maart 2022      |  |
| Na een verwonding in de nasleep van een bedrijfsbrand werken Severide en Seager samen om een anonieme tip te onderzoeken. Kidd zoekt de juiste persoon om de open plek op truck 81 in te vullen. Een mogelijk nieuwe rekruut wordt meteen getest tijdens een oproep. |            |                                 |                   |                               | |                   |  |
| 211 | 16         | Hot and Fast                    | Lisa Demaine      | Elizabeth Sherman             | Carlos S. Sanchez - Javi Zak Black - Albert Cathleen Brumback - Layton                                                  | 16 maart 2022     |  |
| Tijdens een woningbrand ontmoet Cruz een allochtone jongen, en vormt met hem een band. Het personeel van de kazerne smeedt een plan om hun nieuwste lid voor de gek te houden. Hawkins en Mikami doen er alles aan om hun relatie geheim te houden. |            |                                 |                   |                               | |                   |  |
| 212 | 17         | Keep You Safe                   | Reza Tabrizi      | Ashley Cooper                 | Sofia Vassilieva - Adriana Wes Jetton - Hedrick Carlos S. Sanchezk - Javi                                               | 6 april 2022      |  |
| Severide en Kidd werken met de politie samen in een onderzoek naar een verdacht autowrak. De relatie tussen Hawkins en Mikami is in gevaar. Cruz en Chloe passen zich aan een nieuwe gezinssituatie aan. |            |                                 |                   |                               | |                   |  |
| 213 | 18         | What's Inside You               | Brenna Malloy     | Derek Haas                    | Joseph Russo - winkelmanager Brad Armacost - Bob Carver Everett Osborne - Will David Hollander                          | 13 april 2022     |  |
| Het personeel van de kazerne moet zich verenigen wanneer een van hen gegijzeld wordt. |            |                                 |                   |                               | |                   |  |
| 214 | 19         | Finish What You Started         | Carlos Bernard    | Matt Whitney                  | Kamarion Miller - Marco Matt Walton - Alan Cutler Ava Baldassari - Nora                                                 | 20 april 2022     |  |
| Het personeel van de kazerne gaat aan de slag met een brand die veroorzaakt is door een neergevallen straalmotor, en een van hen wordt dan beschuldigd van een diefstal tijdens deze klus. Kidd en Boden keuren de nieuwe potentiële liefde voor Estevez af. |            |                                 |                   |                               | |                   |  |
| 215 | 20         | Halfway to the Moon             | Lisa Robinson     | Andrea Newman Michael Gilvary | Robyn Coffin - Cindy Herrmann Sandy Akers - Jill Brian Harlan - Teddy                                                   | 11 mei 2022       |  |
| Een familievriend van Hermann vraagt hem advies voor het openen van een café. Spanningen tussen Jacobs en Mikami lopen hoog op. Kidd worstelt om haar team bij elkaar te houden. |            |                                 |                   |                               | |                   |  |
| 216 | 21         | Last Chance                     | Brenna Malloy     | Victor Teran                  | Mac Brandt - Dell Cotner Troy Winbush - rechercheur Pryma Tracy Spiridakos - rechercheur Upton                          | 18 mei 2022       |  |
| Mouch en Ritter werken samen om een moordmysterie op te lossen. Severide en Cruz pakken een brand in een foodtruck aan. Gallo zoekt Hawkins op om over Mikami te praten. |            |                                 |                   |                               | |                   |  |
| 217 | 22         | The Magnificent City of Chicago | Reza Tabrizi      | Andrea Newman Michael Gilvary | Robyn Coffin - Cindy Herrmann Carlos S. Sanchez - Javi Troy Winbush - rechercheur Pryma Kim Delaney - Jennifer Sheridan | 25 mei 2022       |  |
| De dag van de grote bruiloft is aangebroken, en iedereen verwelkomt Casey die voor deze gelegenheid teruggekeerd is in Chicago. Het plan van Jacobs om Mikami te vervangen komt tot een schokkend einde. |            |                                 |                   |                               | |                   |  |